# Savage (мини-альбом)
Savage — дебютный мини-альбом южнокорейской гёрл-группы Aespa,  выпущенный SM Entertainment 5 октября 2021 года и доступный в трёх различных версиях: P.O.S, Synk Dive и Hallucination Quest. "Savage" включает в себя шесть песен и имеет одноимённый ведущий сингл.
Альбом в первую очередь поп-запись с элементами данс-поп музыки, гиперпопа и электропопа среди прочих. Производством альбома занимался широкий круг продюсеров, включая Ю Ён Чжина, Kenzie, Брэндона Грина, Маркуса Ломакса и Хейли Кийоко, а основатель SM Entertainment Ли Су Ман был исполнительным продюсером альбома. В лирическом плане альбом продолжает расширять виртуальную вселенную Aespa.
Мини-альбом получил как коммерческий успех, так и положительные отзывы музыкальных критиков, которые похвалили мрачный футуристический стиль киберпанк, представленный в альбоме, а также широкий спектр музыкальных жанров. Альбом ознаменовал первый и самый высокий релиз Aespa в американском Billboard 200, дебютировав под номером 20 и достигнув 1-го места в чарте альбомов Gaon. Также был сертифицирован Корейской ассоциацией музыкального контента (КОМСА) дважды Платиновым за продажу 500 000 копий. Для продвижения альбома Aespa появилась на нескольких южнокорейских музыкальных программах, включая M Countdown, Music Bank и Inkigayo.

## История
В полночь 14 сентября 2021 года по корейскому времени SM Entertainment объявили, что 5 октября Aespa выпустят свой первый-мини альбом под названием Savage, содержащий шесть треков. Онлайн и офлайн предварительные заказы на альбом начались в тот же день, что и объявление о дебюте. 27 сентября в Корее был обнародован трек-лист и ведущий сингл «Savage». Американская певица и автор песен Хейли Кийко, приняла участие в написании заключительного трека альбома — «Lucid Dream». В интервью для Грэмми Жизель рассказала, что «на самом деле мы не смогли встретиться с ней и сделать настоящее сотрудничество [несмотря на то, что] песня была написана ею». Согласно журналу Paper, Ли Су Ман, основатель SM Entertainment и исполнительный продюсер их мини-альбома, «лично руководил каждой мелкой деталью» их производства, включая произношение каждого слога.

## Композиции
Savage — это в первую очередь поп-, с элементами поп-дэнс, гиперпопа и электропопа в футуристическом стиле «киберпанк». Он также включает в себя эклектичное сочетание хауса, R&B, дабстепа, трэп-музыки, хип-хопа и других жанров. Дивьянша Донгре из Rolling Stone India описала «Savage» как «многожанровый мини-альбом из шести треков». MTV заявил, что мини-альбом «сочетает танец и поп-музыку с элементами хауса, трэпа, рэпа и других жанров».
Вступительный трек альбома «Aenergy» — это своего рода вдохновляющий гимн, рассказывающий о ярких персонажах участниц группы и их супергеройских способностях.
Ведущий сингл «Savage» — это трэп, стилизованный под мощный драм-н-бейс. Трек продолжает сюжетную линию, начатую в дебютном сингле «Black Mamba». В песне Aespa вместе с аватарами (цифровые альтер-эго группы) отправляются в виртуальный мир Кванги, чтобы сразиться с Чёрной Мамбой при помощи Navis (системы искусственного интеллекта, которая помогает аватарам общаться с участницами группы).
В песне «I’ll Make You Cry» весь состав южнокорейской-поп группы поют об обещании преодолеть боль от предательства того, кому они когда-то доверяли и желании «поквитаться с ним».
«Yeppi Yeppi» — это микс жанров, таких как дип-хаус, транс, синтвейв и трэп, в одной танцевальной песне. Текст песни даёт позитивный посыл о том,что : "если ты считаешь себя красивой, а не прислушиваешься к мнению других людей, то ты будешь счастлива".
«Iconic» — танцевальная песня с энергичными звуками барабанов. Текст песни полон самоуверенности и амбиций.
Последний трек альбома «Lucid Dream» — это R&B песня в стиле дрим-поп, в которой минималистичные звуки сочетаются с лирической и сентиментальной мелодией. Текст песни рассказывает историю, наполненную чувством тоски и горя: любимый человек оставляет вас, и, несмотря на то, что вы знаете, что находитесь в (осознанном) сне, вы бесцельно бродите вокруг, пытаясь снова найти свою любовь.

## Продвижение и релиз
14 сентября 2021 года альбом стал доступен для предварительного заказа в трех версиях: P.O.S, Synk Dive и Hallucination Quest. 4 октября был выпущен тизер клипа на одноимённый лид-сингл. Альбом был выпущен 5 октября в физическом и цифровом форматах. Музыкальное видео на ведущий сингл «Savage», снятое режиссёром 725 (SL8 Visual Lab), было выпущено на YouTube-канале SM Entertainment в связи с выпуском альбома. 5 октября Aespa провели живое мероприятие под названием «SYNK DIVE: aespa Savage SHOWCASE» на YouTube, чтобы представить альбом и пообщаться со своими поклонниками. Группа также выступила на шоу Келли Кларксон на канале NBC 16 октября, что стало их дебютным выступлением на американском сетевом телевидении.

## Коммерческий успех
5 октября сообщалось, что альбом достиг 401 088 продаж по предварительному заказу. Согласно южнокорейскому чарту Hanteo, после того, как «Savage» разошелся тиражом более 200 000 копий на второй день своего выпуска, он стал «самым продаваемым дебютным альбомом для женской группы в чарте». В Южной Корее мини-альбом дебютировал на вершине чарта альбомов Gaon. Мини-альбом также возглавил ежедневные и еженедельные чарты в различных альбомных чартах, таких как Hanteo Chart, Synnara Record, Kyobo Bookstore и Gaon Retail Album Chart. В течение 15 дней после релиза было сообщено, что мини-альбом разошелся тиражом 513 292 экземпляра.
Альбом дебютировали в чарте Billboard 200 под номером 20. Альбом также занял ведущие места в чартах мировых альбомов Billboard и Independent Albums. Альбом дебютировал на 2-м месте в чарте продаж лучших альбомов, так как набор был куплен более 17 500 раз в Америке.

## Список треков
| №                   | Название               | Текст песни           | Музыка                                                              | Аранжировка                            | Длительность |
| ------------------- | ---------------------- | --------------------- | ------------------------------------------------------------------- | -------------------------------------- | ------------ |
| 1.                  | «ænergy»               | Ю Ён Чжин             | Килл Дэйв Пэт Моррисси Джесс Кораццу Ю Ён Чжин                      | Килл Дэйв Пэт Моррисси Ю Ён Чжин       | 2:28         |
| 2.                  | «Savage»               | Ю Ён Чжин             | Кирстен Коллинз Джиа Ли Ю Ён Чжин Хаутбой Рич                       | Джиа Ли Ю Ён Чжин                      | 3:59         |
| 3.                  | «I'll Make You Cry»    | Kenzie                | Kenzie Кирстен Коллинз Тимоти "BOS" Буллок Брэндон Грин Хаутбой Рич | Тимоти "BOS" Буллок Брэндон Грин IMLAY | 3:35         |
| 4.                  | «Yeppi Yeppi»          | Deez SAAY             | Coach & Sendo Deez SAAY                                             | Coach & Sendo Soultriii                | 3:34         |
| 5.                  | «Iconic»               | Чо Юн Кён             | Софи Кертис Val Del Prete (153/Joombas) Тимоти Тан                  | Тимоти Тан                             | 3:12         |
| 6.                  | «Lucid Dream» (자각몽) | Элли Со (153/Joombas) | Килл Дэйв Пэт Моррисси Хейли Киёко Пол Фамус Маркус Ломакс          | Килл Дэйв Пэт Моррисси IMLAY           | 3:29         |
| Общая длительность: | Общая длительность:    | Общая длительность:   | Общая длительность:                                                 | Общая длительность:                    | 21:06        |

## Чарты

### Еженедельный чарт
| Чарты (2021)                       | Высшая позиция |
| ---------------------------------- | -------------- |
| Бельгия/Фландрия (Ultratop)        | 193            |
| Япония (Oricon)                    | 7              |
| Япония (Billboard Japan)           | 18             |
| Республика Корея (Gaon)            | 1              |
| США Billboard 200                  | 20             |
| США Independent Albums (Billboard) | 1              |
| США Tastemaker Albums (Billboard)  | 4              |
| США World Albums (Billboard)       | 1              |

### Ежемесячный чарт
| Чарты                   | Позиция |
| ----------------------- | ------- |
| Республика Корея (Gaon) | 4       |

## Сертификация и продажи
| Регион                  | Сертификация  | Продажи |
| ----------------------- | ------------- | ------- |
| Республика Корея (KMCA) | 2× Платиновый | 602,348 |

## Награды и номинации
| Церемония               | Год  | Номинация                                      | Результат | Ссылка |
| ----------------------- | ---- | ---------------------------------------------- | --------- | ------ |
| Asian Pop Music Awards  | 2021 | Топ 20 альбомов года                           | Победа    | [ 30 ] |
| Asian Pop Music Awards  | 2021 | Лучший альбом года                             | Номинация | [ 31 ] |
| Golden Disk Awards      | 2022 | Бонсан                                         | Номинация | [ 32 ] |
| IF Design Awards        | 2022 | Главный приз (Пользовательский опыт — Обложка) | Победа    | [ 33 ] |
| Korean Music Awards     | 2022 | Лучший K-pop альбом                            | Номинация | [ 34 ] |
| Mnet Asian Music Awards | 2021 | TikTok Альбом года                             | Номинация | [ 35 ] |

## История релиза
| Регион                           | Дата           | Формат                        | Лейбл      |
| -------------------------------- | -------------- | ----------------------------- | ---------- |
| Шаблон:Registration required Мир | 5 октября 2021 | Цифровая дистрибуция Стриминг | SM Dreamus |
| Республика Корея                 | 5 октября 2021 | Компакт-диск                  | SM Dreamus |